# Menander gemma
Menander gemma är en fjärilsart som beskrevs av Adalbert Seitz 1917. Menander gemma ingår i släktet Menander och familjen Riodinidae. Inga underarter finns listade i Catalogue of Life.